# Sant Julià de Vilatorta
Sant Julià de Vilatorta är en kommun i Spanien.   Den ligger i provinsen Província de Barcelona och regionen Katalonien, i den östra delen av landet, 500 km öster om huvudstaden Madrid. Antalet invånare är 3 024. Arean är 15,9 kvadratkilometer. Sant Julià de Vilatorta gränsar till Folgueroles, Sant Sadurní d'Osormort, Viladrau, Taradell, Santa Eugènia de Berga och Calldetenes. 
Terrängen i Sant Julià de Vilatorta är platt västerut, men österut är den kuperad.